# Przetrwalnik

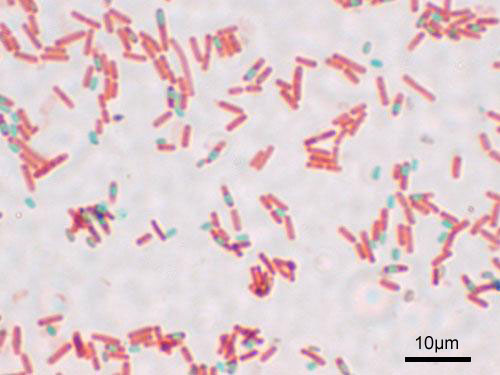
Barwiony preparat Bacillus subtilis ukazujący endospory na zielono i formy wegetatywne na czerwono (odpowiednio dzięki zieleni malachitowej i safraninie)

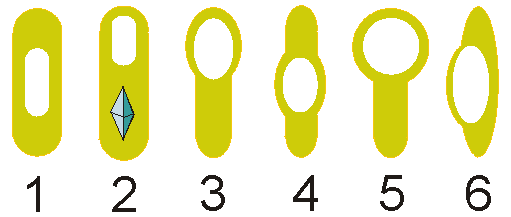
Kształt i położenie endospor u różnych bakterii:
1. Endospora położona centralnie (np. Bacillus megaterium).
2. Endospora terminalna z białkową substancją wtrętową (np. Bacillus thuringiensis).
3. Endospora terminalna powodująca buławkowe rozdęcie komórki (np. Bacillus macerans).
4. Endospora położona centralnie powodująca wrzecionowate rozdęcie (postać clostridium).
5. Endospora terminalna, kulista, komórka silnie rozdęta buławkowato (postać plectridium).
6. Endospora w położeniu bocznym, jednostronne wrzecionowate rozdęcie (np. Bacillus laterosporus)

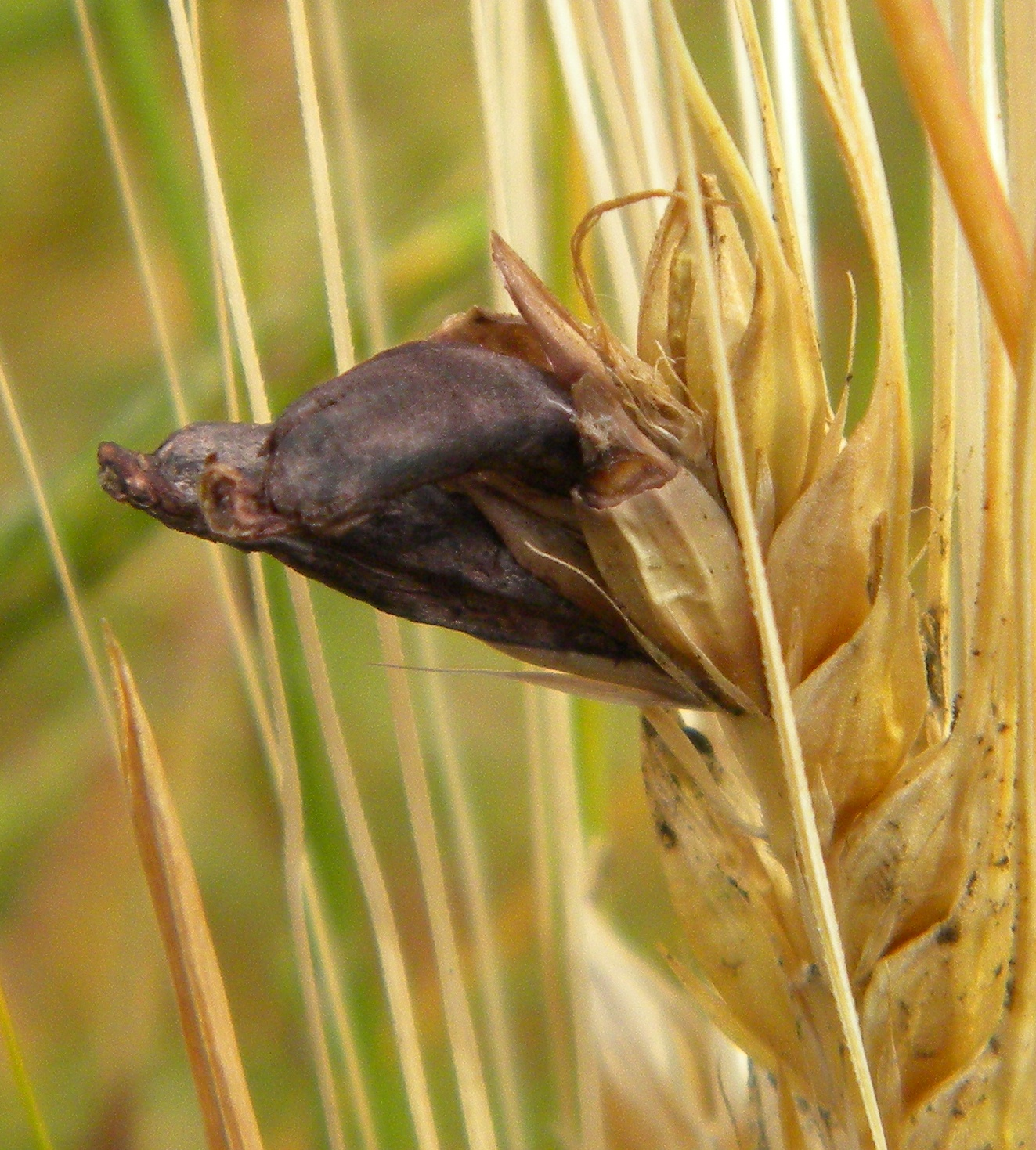
Kłos jęczmienia ze sporyszem, będącym przetrwalnikiem buławinki czerwonej

Przetrwalnik, spora, cysta (gr. σπορα, tzn. nasienie) – forma spoczynkowa umożliwiająca organizmom przetrwanie niekorzystnych dla nich warunków (susza, niskie temperatury). Proces wytwarzania spor to sporulacja.

## Przetrwalniki bakterii

### Endospory
Endospory to spoczynkowe, przetrwalnikowe formy bakterii, nieprawidłowo nazywane zarodnikami, charakteryzujące się znacznym stopniem odwodnienia zawartej w nich cytoplazmy oraz grubymi i wielowarstwowymi osłonami.
Umożliwiają bakteriom przetrwanie skrajnie niekorzystnych warunków (brak wody i substancji odżywczych, wysoka i niska temperatura, wysychanie, promienie UV, niekorzystne pH).
Endospory występują u niektórych bakterii należących do typu Firmicutes (m.in. Bacillus, Clostridium, Sporosarcina). Określa się je mianem laseczek. Powrót endospor do życia, czyli tzw. germinacja lub kiełkowanie przetrwalnika, polega na pobraniu wody, rozerwaniu ściany i utworzeniu normalnej komórki wegetatywnej. Sygnałem biochemicznym do wyjścia ze stadium endospory jest wzrost stężenia alaniny, adenozyny lub tyrozyny w środowisku.
Endospory bakterii są swego rodzaju kapsułami ratunkowymi. Powstają wewnątrz komórki przez obudowanie genoforu (wraz z pewną ilością cytoplazmy, błoną komórkową i rybosomami) wielowarstwową ścianką złożoną z białek i cukrów wysyconych tłuszczami.
Głównym czynnikiem nadającym przetrwalnikom ich odporność na wysokie temperatury jest kwas dipikolinowy (DPA) który występuje tylko w przetrwalnikach i stanowi 5–15% s.m. przetrwalnika.
Sporulacja – proces tworzenia endospory, przebiega według następującego schematu:
- I stadium – uwypuklenie błony cytoplazmatycznej do wnętrza komórki – tworzy się przegroda;
- II stadium – DNA dzieli się na genofor sporangium i genofor prespory;
- III stadium – DNA prespory zostaje oddzielone i otoczone dwiema błonami cytoplazmatycznymi;
- IV stadium – wewnętrzna błona tworzy ścianę komórkową przetrwalnika, a zewnętrzna tworzy do środka korteks;
- V stadium – zakończenie formowania korteksu i osłon białkowych;
- VI stadium – osłonki stają się nieprzepuszczalne i ciepłoodporne, silnie załamują światło; ustanie metabolizmu i wejście stan anabiozy;
- VII stadium – uwolnienie endospory spowodowane lizą sporangium[potrzebny przypis].

### Egzospory
Egzospory powstają w wyniku pączkowania komórki wegetatywnej. Mają podobne właściwości do endospor – są odporne na ciepło, wysuszenie, promienie UV, ale nie zawierają kwasu dipikolinowego. Tworzą je bakterie z rodzaju Methylosinus oraz fotosyntetyzująca bakteria Rhodomicrobium vannielii.

### Cysty
Cysty to formy przetrwalnikowe, powstające wewnątrzkomórkowo w wyniku przemian zachodzących w protoplazmie komórek bakteryjnych, prowadzących do wytworzenia wielowarstwowych otoczek. Są odporne na działanie wysokich temperatur (nawet działanie temperatury 100 °C przez dłuższy okres ich nie zabija).

## Przetrwalniki plechowców
Przetrwalniki występują również u plechowców. Zwykle są osłonięte grubą błoną i zawierają substancje zapasowe. U grzybów organami przetrwalnikowymi są sklerocja, tworzone przez zbite formy strzępek grzybni, pseudosklerocja i chlamydospory. U niektórych gatunków grzybów funkcję przetrwalnikową pełni grzybnia przetrwalnikowa o zgrubiałych ścianach. U grzybopodobnych bakterii – promieniowców przetrwalniki mogą powstawać przez wytwarzanie ściany poprzecznej (septy) dzielącej strzępki. Przetrwalniki powstałe w ten sposób nazywane są podobnie jak zarodniki grzybów w zależności od sposobu powstawania – konidiospory, sporangiospory. Nie są tak odporne na ciepło jak endospory, ale dzięki grubym ścianom są odporne na wysuszenie.

## Organy przetrwalnikowe
U roślin naczyniowych organami przetrwalnikowymi nazywane są przekształcone fragmenty pędu lub korzeni (np. bulwy i cebule) umożliwiające ponowny rozwój rośliny po przetrwaniu niekorzystnego okresu.